# Мадалена (Амаранте)
Мадалена (порт. Madalena) — район (фрегезия) в Португалии, входит в округ Порту. Является составной частью муниципалитета Амаранте. По старому административному делению входил в провинцию Дору-Литорал. Входит в экономико-статистический субрегион Тамега, который входит в Северный регион. Население составляет 1864 человека на 2001 год. Занимает площадь 2,42 км².
Покровителем района считается Мария Магдалина (порт. Maria Madalena).